# Hánier Dranguet
Hánier Humberto Dranguet, né le 2 septembre 1982 à Cuba, est un joueur de football international cubain qui évolue au poste de défenseur.

## Biographie

### Carrière en sélection
Il reçoit sa première sélection avec l'équipe de Cuba lors de l'année 2008. 
Il figure dans le groupe des sélectionnés lors des Gold Cup de 2013 et de 2011.